# Giorgio Damini
Giorgio Damini (Castelfranco Veneto, ... – Padova, 28 luglio 1631) è stato un pittore italiano.

## Biografia
Figlio di Damino, e fratello di Pietro e Damina entrambi pittori.
Specializzato nella ritrattistica, seguì probabilmente il fratello Pietro, a Padova e lavorò nella sua bottega.
Tra le opere a lui attribuite, Carlo Ridolfi e Luigi Lanzi accennano a dei piccoli ritratti che non dovevano essere troppo diversi dagli Apostoli realizzati dalla sorella Damina, ma di essi non resta nulla. In tempi più recenti Pier Luigi Fantelli gli ha assegnato una Natività di Maria conservata nella parrocchiale di Selvazzano Dentro e l'Incontro tra le famiglie del Battista e di Gesù della chiesa delle Eremite di Padova. Potrebbe essere sua anche una Madonna col Bambino e santi della parrocchiale di Giarre.
Si ritiene che varie altre opere siano state erroneamente attribuite a Pietro.
Spirò durante la peste del Seicento, nello stesso momento in cui moriva il fratello.